# 胡安德埃雷拉 (多明尼加)
胡安德埃雷拉（西班牙語：Juan de Herrera），是多明尼加共和國的城鎮，位於該國西部，由聖胡安省負責管轄，面積146.85平方公里，2012年人口12,963，人口密度每平方公里88人。